# Orpacanthophora reflexa
Orpacanthophora reflexa är en insektsart som först beskrevs av Max Beier 1954.  Orpacanthophora reflexa ingår i släktet Orpacanthophora och familjen vårtbitare. Inga underarter finns listade i Catalogue of Life.